# Devekut
Devekut, debekuth, deveikuth o deveikus (דבקות; tradicionalmente "aferrarse" a Dios) es un concepto judío que se refiere a la cercanía a Dios. Puede referirse a un estado meditativo profundo, similar al trance, que se alcanza durante la oración judía, el estudio de la santa Torá o al cumplir los 613 mandamientos (mitzvot). Se asocia particularmente con la tradición mística judía.

## Etimología
דבק, o deveq, la palabra hebrea moderna para pegamento, significa literalmente 'aferrarse'. A veces se le denomina devequt, "dvequt" o devequs. El concepto de Devequt es importante en la cultura judía, particularmente en el jasidismo y en la historia del pensamiento, el misticismo y la ética judíos. En el hebreo israelí moderno, "Devequt" o "dvequt" también suele ser sinónimo de dedicación a un objetivo particular. En el judaísmo religioso y en el ámbito académico, "Dvequt" se refiere más comúnmente a la comprensión filosófica, mística y jasídica de "Devequt" como "adherirse" a Dios en todas las áreas de la vida.
Se refiere a la forma más elevada del amor a Dios, que es la visión que tiene el ser humano de lo divino. Es un equilibrio entre el amor de Dios y el consumo por los fuegos de Dios. Se describe como el amor de una polilla por la llama (tú eres la polilla, Dios es la llama). Devakuth es la forma más elevada de cualquier amor, porque es un humilde alejamiento de uno mismo de los fuegos de Dios, mientras se baila lo más cerca posible de las llamas. Bailar con Dios y prolongar su anhelo por Él (estar agradecido sólo por el anhelo) hasta arder con ese anhelo es Devakuth. No es un estado meditativo, es un jolgorio. El sufrimiento y el anhelo por la llama de Dios son mayores que el deseo de encontrarse con esa llama. Cuando se logra Devakuth, es algo de verdadera belleza y poder. Llamarlo simplemente "aferrarse" es pasar por alto ese aspecto más profundo y más complicado de la "retención respetuosa" del significado particular de la palabra.

## Deveikut y la observancia judía

### Deveikut en la adhesión al Tzadik
El movimiento jasídico temprano en torno al Israel ben Eliezer se desarrolló a partir de círculos místicos esotéricos de élite de pneumáticos, a veces conectados en una comunión práctica. El verdadero Deveikut en el jasidismo temprano reflejaba la naturaleza superior de la conducta mística elevada, más allá del logro de la comunidad regular, aunque alcanzaba a alentar a la gente común a través de la enseñanza mística popular. Con el desarrollo del jasidismo como un movimiento social a gran escala a través de los discípulos de Dovber de Mezeritch, se desarrolló la doctrina del "Tzadikismo Popular" jasídico dominante, especialmente por Elimelech de Lizhensk. En este sentido, mientras que la verdadera deveikut era inalcanzable para la gente común a través de sus propios esfuerzos, la sustitución del apego, a veces llamado "Deveikut", al Tzadik permitió a todos percibir y experimentar la Divinidad. Esta fue la primera vez que el misticismo judío, encarnado en el deveikut esotérico de élite del Tzadik, se combinó con la doctrina y el movimiento social práctico y popular. El tzadikismo, y su adoración paralela a Dios a través de la materialidad, se convirtió en la característica más distintiva del judaísmo jasídico, distinguiendo al jasidismo de otras formas de judaísmo tradicional. El Tzadik encarnó la Divinidad, a través de la adaptación del jasidismo de la noción cabalística de Yesod (Fundamento), convirtiéndose en el canal de la bendición divina espiritual y física para sus seguidores. La escuela rusa Jabad-Lubavitch de Schneur Zalman de Liadí y sus sucesores se convirtió en la excepción al jasidismo dominante, al buscar comunicar la dimensión esotérica de élite de deveikut lo más ampliamente posible, a través de su enfoque de investigación intelectual del pensamiento jasídico. En esta, como en las diferentes escuelas polacas Peshischa-Kotzk que enfatizaban la autonomía personal, el papel principal del Tzadik era el de maestro en Habad, o mentor en Peshischa. La forma más extrema del tzadikismo dominante, a veces opuesta por otros líderes jasídicos, estuvo encarnada en los Rebes "hacedores de milagros", para quienes la canalización divina de bendiciones a través de la práctica teúrgica se volvió central, a expensas de la enseñanza de la Torá. El jasidismo desarrolló las costumbres de Tish (reunión), Kvitel (petición) y Yechidut (audiencia privada) en la conducta del Tzadik.

### Deveikut y Teshuvá

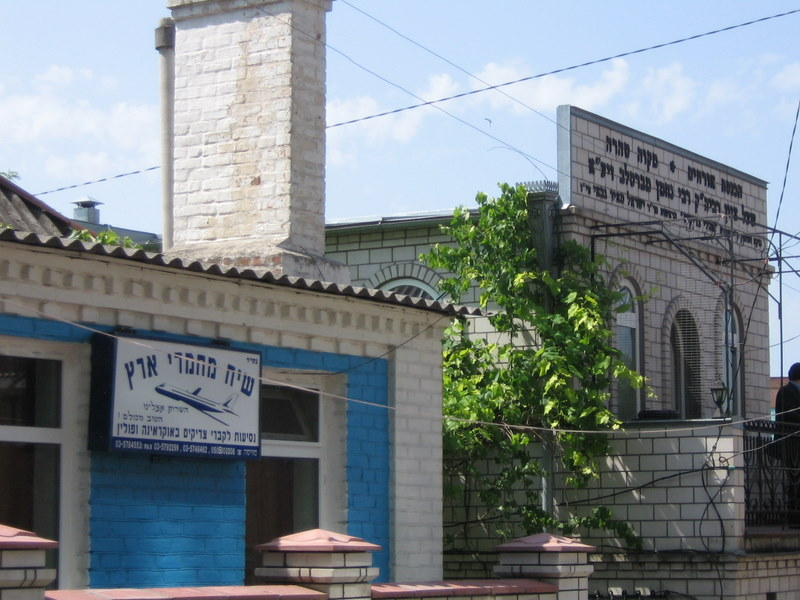
El Rebe jasídico Najman de Breslov inspira una búsqueda de deveikut en los judíos distanciados. La peregrinación anual del kibutz de Rosh Hashaná a su tumba en Uman, Ucrania, atrae a muchos buscadores seculares de espiritualidad.

Teshuvá, a menudo traducida al español como "Arrepentimiento", significa literalmente "Retorno" a Dios en el judaísmo. Los códigos halájicos identifican las etapas definitorias del arrepentimiento espiritual personal y la expiación del pecado. La literatura del Musar generalmente ve su papel en la autocomprensión más amplia, el crecimiento espiritual y la fidelidad personal. El pensamiento jasídico, basado en la exégesis cabalística, le confiere una estructura mística ascendente. Interpreta dos niveles de retorno, “Teshuvá Inferior” (Retorno Inferior a Dios) y “Teshuvá Superior” (Retorno Superior). En la filosofía jasídica, la teshuvá no sólo implica el arrepentimiento y la rectificación de faltas espirituales previas. Más bien, como enseñó el Israel ben Eliezer, incluso los Tzadikim perfectamente justos necesitan regresar a Dios, en la Teshuvá superior del ascenso continuo en santidad. Con nuevas revelaciones de la Divinidad mística, llega una nueva conciencia de Bittul (auto-anulación) y el deseo de Dios en Deveikut. Según la exégesis cabalística de la palabra hebrea "Teshuvá" (תשובה), puede leerse como "Devolver la letra hei" (תשוב-ה). El nombre Divino esencial del Tetragrámaton tiene dos letras "hei", la segunda corresponde a los niveles inferiores revelados de los Cuatro Mundos de la Cabalá, y la primera corresponde a los reinos superiores ocultos. Los lapsos espirituales del hombre sólo alcanzan a los reinos inferiores. La teshuvá inferior devuelve la segunda hei en rectificación, la teshuvá superior redime la hei superior en ascenso sagrado
En la tradición jasídica, el camino de Najman de Breslev está especialmente relacionado con dar redención y aliento a aquellas personas que están atrapadas en dificultades personales e impureza espiritual. A través de su articulación creativa del misticismo jasídico, sus enseñanzas pueden despertar un deseo de deveikut, el camino de la expresión personal hitbodedut de los propios problemas, y una rectificación mística Tikkun HaKlali para todos. Su obra principal, Lkkutei Moharan, se conoce coloquialmente como el libro jasídico para ayudar a aquellos que tienen dificultades espirituales ("maldad"). El Tania de Schneur Zalman de Liadí tiene como subtítulo "el libro jasídico para la persona intermedia" que tiene facilidad para meditar intelectualmente sobre la filosofía jasídica para alcanzar la Teshuvá interior. La obra Noam Elimelech de Elimelech de Lizhensk instruye el "libro jasídico para los justos" y el camino jasídico principal de la Teshuvá a través de la adhesión al Tzadikim.

### Deveikut y la oración jasídica

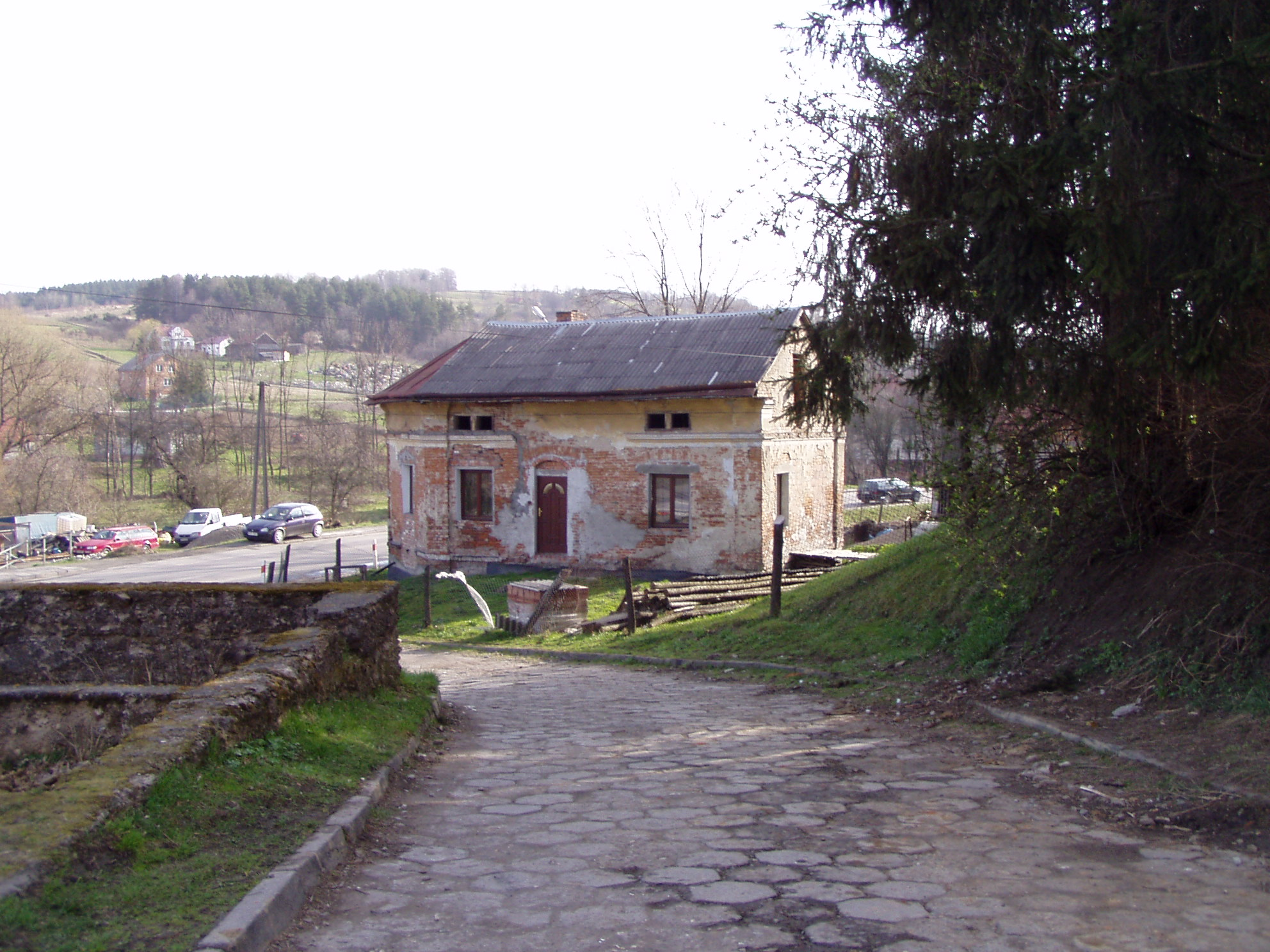
Mikveh (piscina de inmersión ritual) en Bircza, Polonia. La costumbre jasídica alentaba a los seguidores varones a prepararse para la oración diaria o del Shabat con inmersión para la elevación mística.

El Israel ben Eliezer enseñó el valor espiritual de la gente judía sencilla. Esto ocurrió en un momento después de que la Rebelión de Jmelnitski del siglo XVII hubiera devastado las comunidades judías en Ucrania y se hubiera creado una brecha entre los centros de erudición talmúdica y las masas iletradas. Con la tradicional preeminencia en el judaísmo rabínico del estudio de la Torá, se percibía que las masas iletradas, aunque no tenían culpa, eran espiritualmente inferiores. Maggidim recorrió las comunidades judías ofreciendo advertencias de mayores castigos como un medio de alentar la observancia judía entre las masas marginadas. En este ámbito, el misticismo del Baal Shem Tov enseñaba que la gente común sincera podía estar más cerca de Dios que un erudito que se enorgullecía de sus logros. Transmitió sus ideas revolucionarias en parábolas, historias y enseñanzas concisas en los mercados populares. Los cuentos legendarios sobre él, posteriormente copiados en Shivchei HaBesht y otras compilaciones hagiográficas, describen cuánto apreciaba las oraciones sinceras de la gente sencilla y natural. En quizás la historia jasídica más característica, la conducta del Baal Shem Tov instruyó su nueva enseñanza mística y su deleite ilimitado en el deveikut iletrado de la gente sencilla:
Las santas oraciones del Baal Shem Tov y su círculo cercano no pudieron levantar un duro decreto celestial que percibieron un Rosh Hashaná (Año Nuevo). Después de extender las oraciones más allá de su tiempo, el peligro permaneció. Entró un pastorcillo iletrado que sentía una profunda envidia de aquellos que sabían leer las oraciones del día santo. Le dijo a Dios: “No sé rezar, pero puedo hacer los ruidos de los animales del campo”. Con gran emoción, exclamó: “¡Quiquiriquí! ¡Dios, ten piedad!”. Inmediatamente, la alegría invadió al Baal Shem Tov y se apresuró a terminar las oraciones del día. Después, explicó que la oración sincera del pastorcillo abrió las Puertas del Cielo y el decreto fue levantado.
Gracias a este énfasis, el jasidismo popularizó el misticismo judío. Ofreció deveikut, que previamente había estado restringida en formas cabalísticas trascendentes, en una nueva percepción inmanente directa y tangible. Los caminos jasídicos posteriores adoptaron métodos diferentes en la meditación judía para la oración, desde el fomento de la Hitbodedut emocional (oración "aislada") de Breslov, hasta la Hitbonenut intelectual de Jabad (oración "contemplativa").
Aparte de esta inclusión sencilla y enfática en la meditación para Dios, en el texto Likutey Halakhot de los grupos jasídicos de Breslov, se enseña una de las formas más ocultas de las oraciones judías: una oración generalmente se realiza después de algún tiempo, por ejemplo para tener buenos negocios, hijos y otros deseos importantes del hombre religioso, pero esto se manifiesta antes o en el instante de "Devekut", como sigue:
 

El Tabernáculo era el lugar de descanso de la Presencia Divina, que se manifiesta a través de las oraciones de los judíos. Toda la nación judía acampó alrededor del Tabernáculo, ya que cada judío adquiría una porción de él a través de sus oraciones. Por ejemplo, así como las contribuciones de muchos judíos se combinaron para proporcionar las 100 basas de plata en las bases de las vigas, las oraciones de muchos judíos se combinaron para crear todas las vigas, barras, columnas, tapices y vasos del Tabernáculo. Hoy, cuantos más judíos se involucren en la oración, más partes se construirán para el "Templo", hasta que la Presencia Divina se revele una vez más.
Rebe Najman de Breslev

"Devekut" será la revelación real directa de la buena intención judía de hacer Mitzvot y este debería ser el único método verdadero para tener milagros y manifestación de Dios.

### Expresión musical de Deveikut en Niggunim

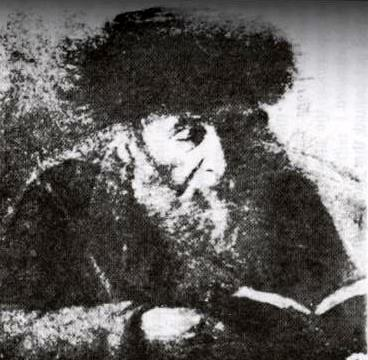
El jasidismo encontró expresión en sus distintivas Niggunim (melodías extáticas). Los niggunim de deveikut meditativos privados, a menudo en oración, suelen ser sin palabras y aportan elevación en la adoración.

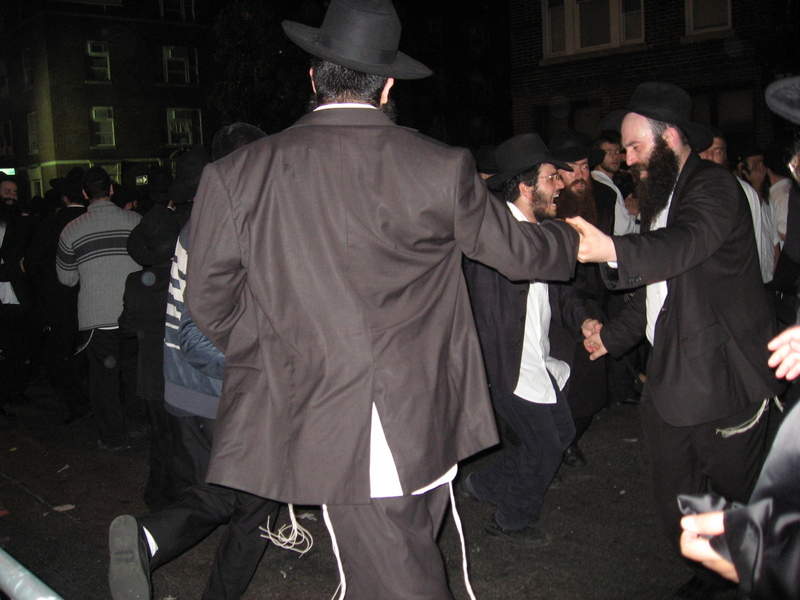
Los alegres niggunim llevan la inspiración de deveikut a la acción y la celebración de la camaradería jasídica.

Un resurgimiento del interés por la música judía surgió como parte del jasidismo. Las melodías niggunim jasídicas son una forma distintiva de música instrumental de voz, que expresa sus emociones místicas de deveikut. El jasidismo dio un nuevo énfasis al canto como una forma de adoración en la oración. Como muchos niggunim no tienen palabras, se enseña que el niggun puede alcanzar niveles espirituales más altos que los que pueden alcanzar las palabras de la oración, ya que abren el corazón al amor y al asombro de Dios. Como muchos niggunim fueron compuestos por maestros jasídicos, se cree que al cantar sus melodías, el seguidor puede unirse e inspirarse en el alma de su Rebe. Esta dimensión musical del deveikut jasídico, similar a las nuevas formas de adoración en la narración jasídica, captura las características de su éxtasis místico.
Diferentes grupos jasídicos desarrollaron sus propios estilos distintivos de niggun. Los seguidores habitualmente se reúnen durante las festividades judías para cantar en grupos, recibir y dar inspiración espiritual y celebrar la camaradería fraternal. La costumbre jasídica veneraba la peregrinación al Rebe particular al que uno tenía lealtad, ya sea para obtener una audiencia privada o para asistir a sus reuniones públicas (Tish/Farbrenguen). Las celebraciones transmiten sus enseñanzas de la Torá, a veces mensajes personales, y están intercaladas con nigunim inspiradores.
Hay nigunim para la meditación privada, a menudo en oración, llamados devekus nigunim. Suelen ser más lentos que los nigunim comunitarios y no tienen letra. El Israel ben Eliezer habló de devekus nigunim como "canciones que trascienden las sílabas y el sonido". Varias melodías que se le atribuyen todavía se utilizan hoy en día.
Algunos niggunim provienen de fuentes no judías. La costumbre jasídica, basada en la práctica del Baal Shem Tov, adaptó himnos seculares, marchas y canciones populares, atribuyéndoles una nueva interpretación espiritual. La creencia jasídica es que estas canciones, en sus formas seculares, son un exilio espiritual. Al adaptarlas a las formas litúrgicas, están levantando “Chispas de Santidad”, basadas en la rectificación cabalística de Isaac Luria.
En las festividades judías, como en los días intermedios de Sucot y durante la celebración tradicional de Simjat Torá, el día más alegre del calendario judío, se cantan nigunim alegres durante el baile en la sinagoga.

### Deveikut y Mitzvot
Existe un debate histórico en la literatura rabínica sobre si el estudio de la Torá o las Mitzvot (observancias judías) son espiritualmente superiores. Las 613 Mitzvot en sí pueden dividirse en observancias éticas ("entre hombre y hombre") y rituales ("entre hombre y Dios"). La literatura mística, basada en la Cábala, da sus propias razones metafísicas para las mitzvot. El jasidismo surgió en una época en que el estudio talmúdico avanzado se consideraba la actividad judía suprema, pero estaba fuera del alcance de las masas analfabetas. El Baal Shem Tov dio nueva prominencia a la oración y a la observancia sincera de los mitzvot por parte de la gente común y sencilla. Para el Baal Shem Tov, “Dios desea el corazón”. Así como las simples oraciones de las masas comunes podían llegar más allá de la espiritualidad consciente de los eruditos, también sus mitzvot podían alcanzar niveles espirituales que los Tzadikim envidiaban y emulaban.

En la dimensión profunda de la interpretación filosófica jasídica de la Cabalá, las mitzvot se describen como los “miembros metafóricos del Rey” (Dios) y un abrazo de la esencia Divina expresada dentro de la Voluntad de los mandamientos. Se cuentan cuentos jasídicos sobre la deveikut de los Rebes y la gente judía sencilla en su cumplimiento de las mitzvot. Se cuentan muchas historias sobre el fervor de Levi Yitzchok de Berdichev, llamado el "Abogado Celestial de Israel" ante Dios. Su santa respuesta emocional al deveikut rompía reglas de conducta restringidas, a veces de manera humorística en público. En una historia, se prepara para sacrificar ritualmente un pollo según las leyes halájicas de la shojet:
Mientras recitaba la bendición previa al acto, reflexionaba sobre el santo mandamiento que estaba a punto de cumplir. "Bendito seas, Dios...", comenzó. “¿Quién nos ordena acerca de la Shejitá?”, concluyó con tal fervor que perdió todo sentido de lo que lo rodeaba. Al abrir los ojos después de la bendición, miró a su alrededor y encontró una habitación vacía, con el pollo escapado. "¿Dónde está el pollo?" comenzó a preguntar.

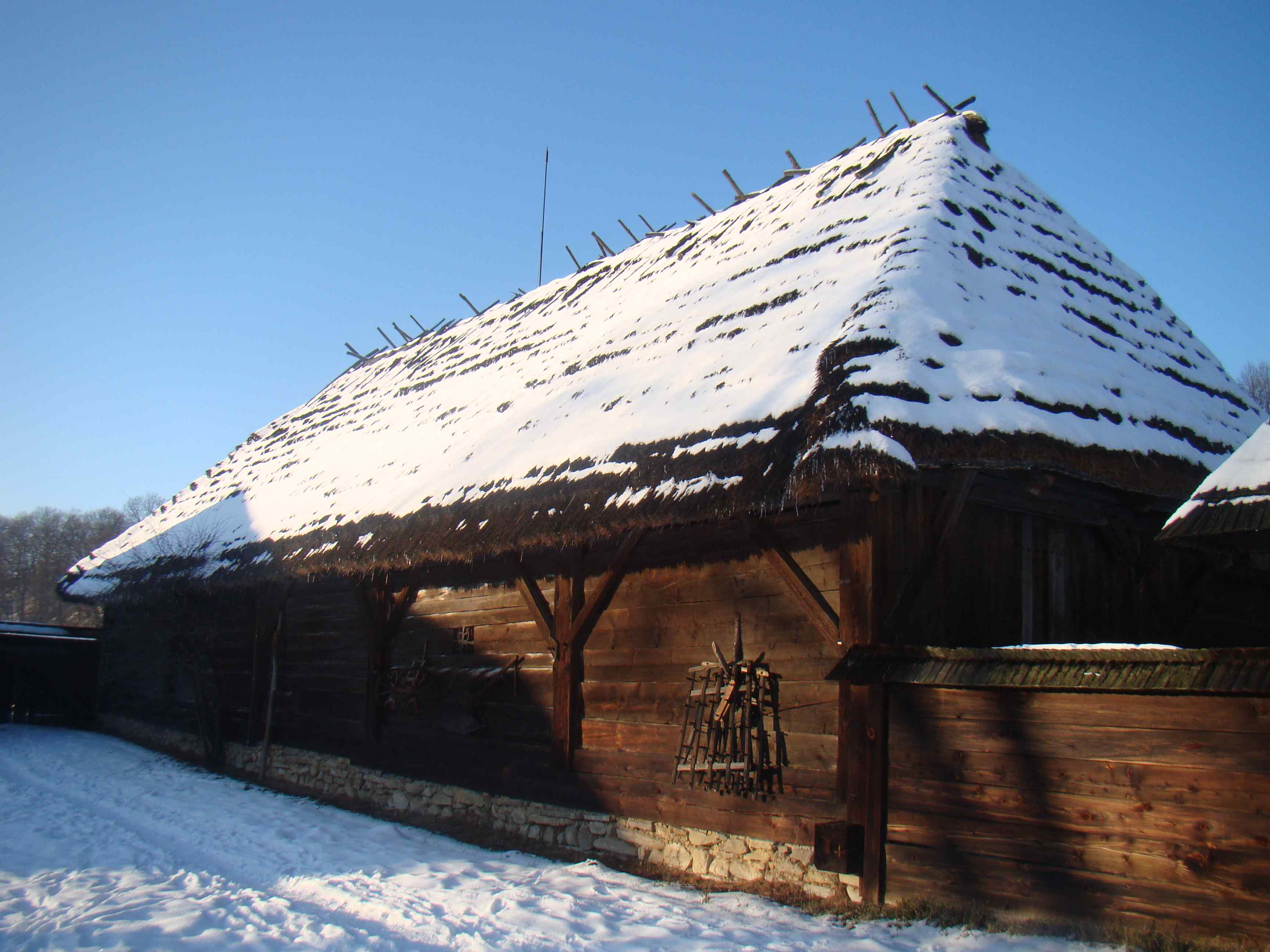
Un aforismo jasídico aconseja encender un fuego, en lugar de ponerse un abrigo de piel para calentarse; análogo a sus objetivos de popularizar el misticismo, el estímulo en lugar de la amonestación y el rechazo del ascetismo.
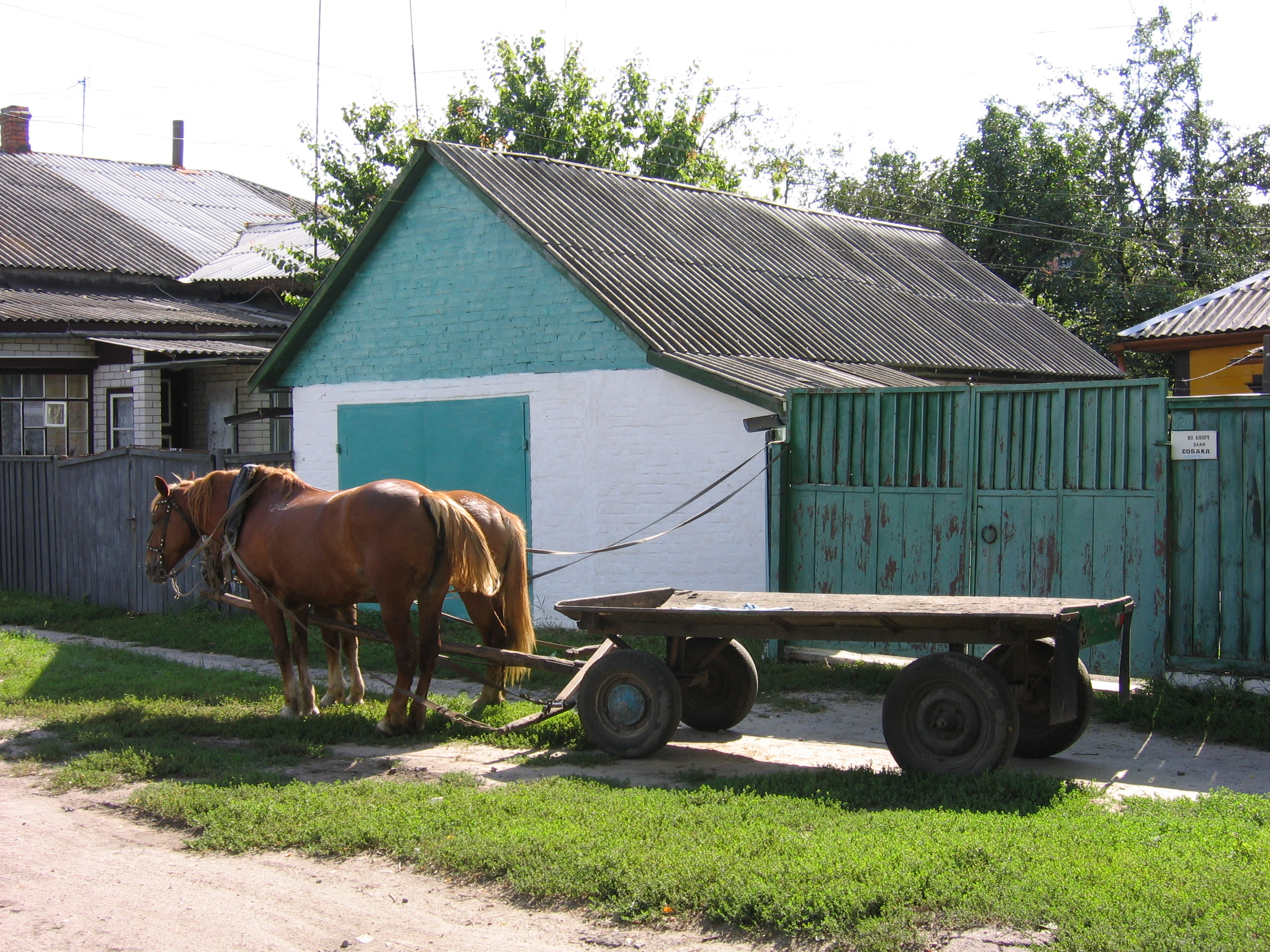
Las historias jasídicas describen una peregrinación a la corte de un Rebe.[6] La imagen del itinerante aparece a menudo en la literatura teórica y narrativa jasídica
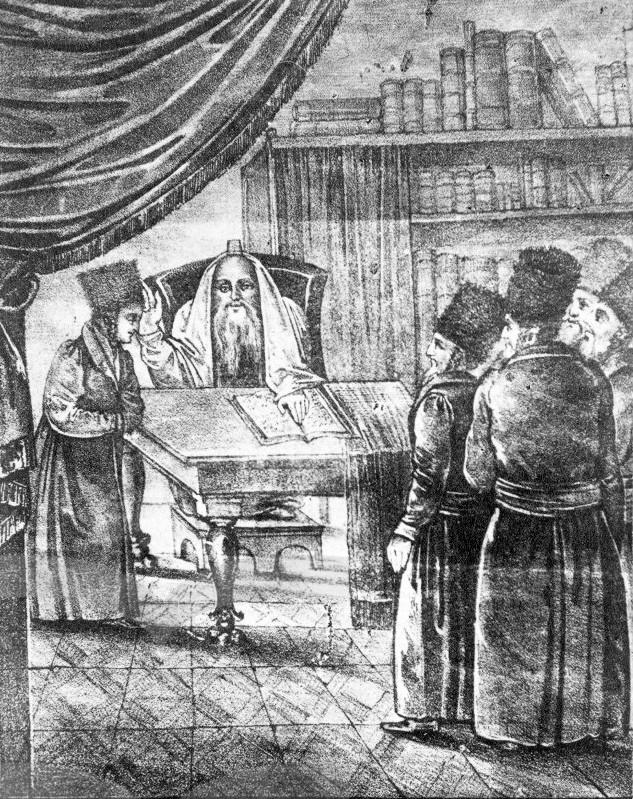
El jasidismo comprende tanto la contemplación de Dios por parte de la élite como la deveikut popular hacia el Tzadik. La doctrina del "tzadikismo popular" innovó la institución social en el misticismo judío